# Deutsche Levante-Zeitung

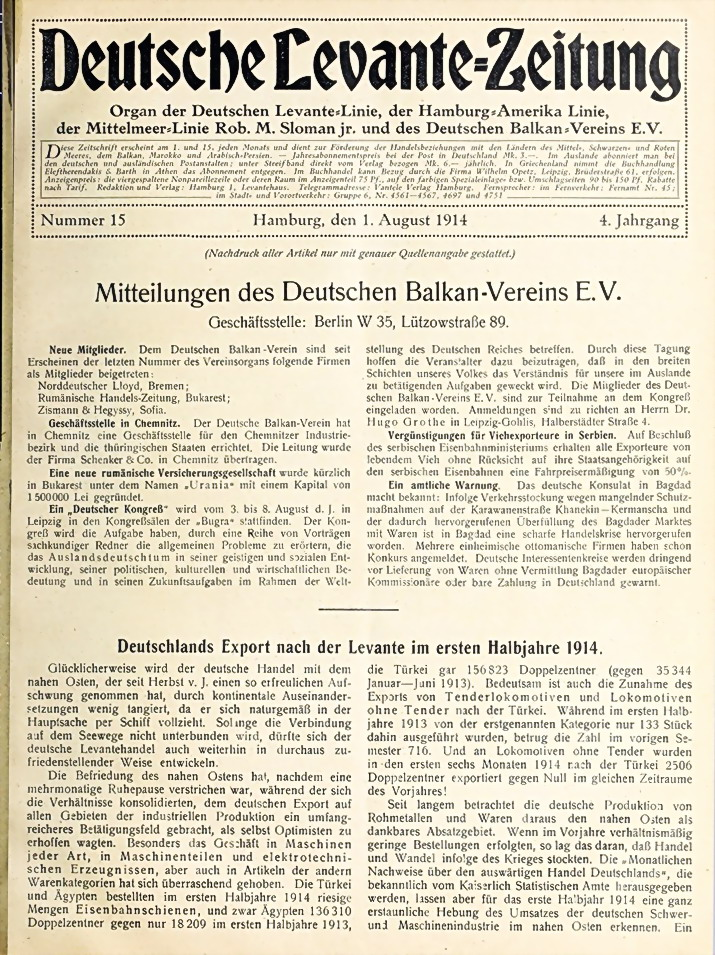
Deutsche Levante-Zeitung, Nr. 15, 4. Jahrgang, 1. August 1914

Die Deutsche Levante-Zeitung war im zweiten Jahrzehnt des 20. Jahrhunderts laut dem Untertitel eine Monatsschrift für den Handel und Verkehr mit den Mittelmeer- und Levante-Ländern. Die Zeitschrift wurde ab der Ausgabe 1 von 1911 bis zur Ausgabe 10 vom Juli 1920 von der Deutschen Levante-Linie in Hamburg herausgegeben.
Das Blatt im Hamburger Verlag der Deutschen Levante-Zeitung erschien während des Ersten Weltkrieges in den Jahren 1916 und 1917 zudem zwei Mal monatlich mit dem Untertitel Organ der Deutschen Levante-Linie, der Hamburg-Amerika-Linie, der Mittelmeer-Linie Rob. Sloman jr., der Deutsch-Türkischen Vereinigung, des Deutsch-Bulgarischen Vereins und des Deutschen Balkan-Vereins.

## Digitalisate
Folgende Digitalisate sind online les- und/oder durchsuchbar_
- Band 3 von 1913 der Staats- und Universitätsbibliothek Hamburg
- 4. Jahrgang von 1914, In: "Drei Jahre "Deutsche Levante-Zeitung", Staats- und Universitätsbibliothek Hamburg,
- Nr. 15 vom 1. August 1914 über archive.org